# Wojciech Czarnowski
Wojciech Czarnowski (ur. 25 kwietnia 1940 w Ciborach-Krupach, zm. 5 sierpnia 2019 w Warszawie) – polski ksiądz rzymskokatolicki, organizator i proboszcz Parafii Miłosierdzia Bożego w Warszawie, opiekun inicjatyw środowisk niezależnych w latach 80., inicjator działalności charytatywnej.

## Życiorys
Święcenia kapłańskie przyjął w 1963. Pracował kolejno jako wikariusz w Lubochni, parafii św. Wawrzyńca w Kutnie, parafii Opatrzności Bożej w Warszawie-Wesołej (1966-1968) oraz w duszpasterstwie akademickim przy kościele św. Anny w Warszawie. Od 1973 organizował duszpasterstwo przy zniszczonym od czasu II wojny światowej kościele przy ul. Żytniej w Warszawie, doprowadził do odbudowy tego kościoła, konsekrowanego w 1974, w 1980 został pierwszym proboszczem nowo erygowanej parafii Miłosierdzia Bożego.
W latach 80. udostępnił przestrzeń kościelną na działania kultury niezależnej oraz niezależne inicjatywy społeczno-polityczne. Odbyły się tam wystawy Znak Krzyża (1983 – przygotowana przez Janusza Boguckiego i Ninę Smolarz, Niebo nowe, ziemia nowa? (1985 – przygotowana przez Marka Rostworowskiego), Droga świateł – spotkania ekumeniczne (1987 – przygotowana przez Janusza Boguckiego i Ninę Smolarz), a także wydarzenia w ramach Tygodni Kultury Chrześcijańskiej (1983-1985) oraz wystawy z cyklu Obecność prezentujące prace warszawskich artystów plastyków, organizowane przez Magdalenę Hniedziewicz, Macieja Gutowskiego i Jerzego Puciatę. W 1985 Andrzej Wajda wystawił tam sztukę Wieczernik Ernesta Brylla. W maju 1987 odbyło się międzynarodowe seminarium Porozumienia helsińskie a prawa człowieka, organizowane przez Ruch Wolność i Pokój. W grudniu 1988 ogłoszono powstanie Komitetu Obywatelskiego przy Przewodniczącym NSZZ „Solidarność” Lechu Wałęsie.
Angażował się także w działalność charytatywną. W 1990 stworzył Ośrodek Charytatywny "Tylko z Darów Miłosierdzia", w ramach którego działały domy, jadłodajnie i łaźnia dla bezdomnych. Funkcję proboszcza pełnił do 1997.
W 1996 otrzymał nagrodę "Bóg zapłać" przyznawaną przez środowisko pisma Powściągliwość i Praca. Pośmiertnie został odznaczony Krzyżem Komandorskim Orderu Odrodzenia Polski.